# Tim Ream
Timothy Ream (* 5. Oktober 1987 in St. Louis, Missouri) ist ein US-amerikanischer Fußballspieler. Seit Sommer 2024 steht er beim MLS-Klub Charlotte FC unter Vertrag.

## Jugend und College
Ream besuchte die St Dominic Highschool und wurde dort 2005 für die NSCAA All-Midwest Region Auswahl ausgewählt. Er stellte während seiner Zeit dort einen Schulrekord von 39 Vorlagen auf. Am Ende der Highschool konnte er viele Auszeichnungen nachweisen.
Er besuchte von 2006 bis 2009 die Saint Louis University und spielte dort für die College-Mannschaft Saint Louis Billikens. Während dieser Zeit spielte er auch für die Chicago Fire Premier in der USL Premier Development League.

## Vereinskarriere

### New York Red Bulls
Nachdem College wurde Ream im MLS SuperDraft 2010 von den New York Red Bulls in der zweiten Runde ausgewählt. Während der Vorbereitung auf die Saison 2010 imponierte er Trainer Hans Backe mit seiner Leistung. Der Verteidiger gab sein Debüt beim ersten Spiel der Saison. Im Spiel gegen Chicago Fire spielte er über die komplette Spiellänge. Am 11. September 2011 erzielte er sein erstes Tor in der MLS. In seinem ersten Jahr als Profi war er bei allen Spielen der Red Bulls auf dem Platz und schaffte mit der Mannschaft den Sieg in der Eastern Conference.

### Bolton Wanderers
Im Januar 2012 unterschrieb Ream beim Premier-League-Vertreter Bolton Wanderers einen Vertrag bis zum Ende der Saison 2014/2015. Am 6. Juli 2014 unterzeichnete Ream eine Vertragsverlängerung bis zum Sommer 2017.

### FC Fulham
Trotz laufenden Vertrages wechselte Ream ein Jahr nach seiner Vertragsverlängerung in Bolton ablösefrei zum FC Fulham.

## Nationalmannschaft
Am 11. November 2010 wurde in die Nationalmannschaft der USA berufen. Sein erstes Länderspiel absolvierte er am 17. November 2010 in einem Testspiel gegen Südafrika. Er war Teil der Startaufstellung und wurde in der 67. Minute ausgewechselt.